# Campylocentrum grisebachii
Campylocentrum grisebachii es una especie de orquídea epifita originaria de Sudamérica.

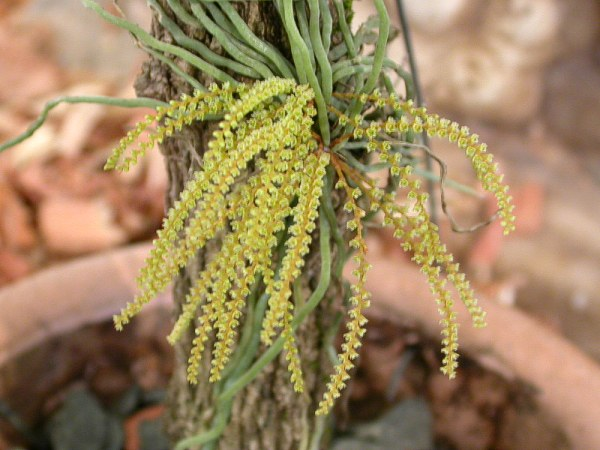
Vista de la planta

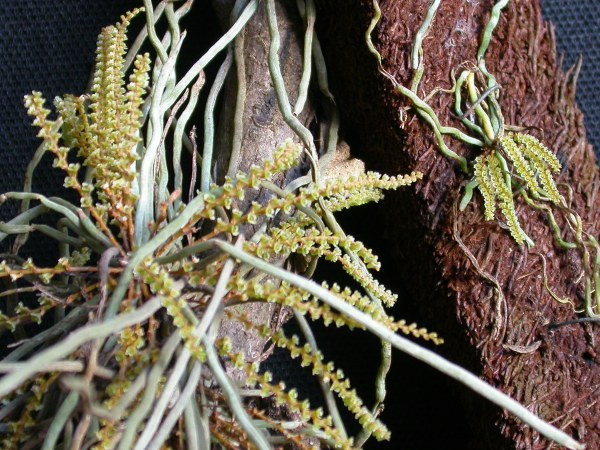
Inflorescencias

## Descripción
Es una orquídea de pequeño tamaño, con hábitos de epífita y alargadas raíces, que llevan la clorofila e irradian desde un nodo central. Florece en el invierno en 5 a 24 inflorescencias laterales, erectas para arqueadas, con 25 a 40 flores.

## Distribución y hábitat
Se encuentra en el norte de Argentina, Paraguay y el sur y sudeste de Brasil en las elevaciones más bajas a medianas. 

## Taxonomía
Campylocentrum grisebachii fue descrita por Célestin Alfred Cogniaux y publicado en Flora Brasiliensis 3(5): 522. 1906.
Etimología
Campylocentrum: nombre genérico que deriva de la latinización de dos palabras griegas: καμπύλος (Kampyle), que significa "torcido" y κέντρον, que significa "punta" o "picar", refiriéndose al espolón que existe en el borde de las flores.
grisebachii: epíteto otorgado en honor del botánico alemán August Heinrich Rudolf Grisebach.
Sinonimia
- Aeranthes filiformis Griseb. (1864) (Basionym)
- Angraecum filiforme Lindl. (1833)
- Dendrophylax filiformis (Griseb.) Benth. ex Fawc. (1898)
- Campylocentrum chlororhizum Porsch (1905)
- Campylocentrum burchellii Cogn. (1906)[1][3][4]